# Nephthytis mayombensis
Nephthytis mayombensis är en kallaväxtart som beskrevs av De Namur och Josef Bogner. Nephthytis mayombensis ingår i släktet Nephthytis och familjen kallaväxter.
Artens utbredningsområde är Kongo. Inga underarter finns listade.